# Château d'Aberdour
Le château d'Aberdour est un château partiellement en ruine situé à Aberdour, dans la région du Fife en Écosse. Des parties du château remontent aux alentours de 1200, ce qui en fait l'un des deux plus anciens châteaux d'Écosse pouvant être daté et toujours debout, l'autre était le château de Sween dans la région d'Argyll and Bute construit environ à la même période.
La plus ancienne partie du château était bâtie sur un site avec vue sur le ruisseau du Dour Burn. L'édifice était alors modeste, consistant en une salle et des chambres attenantes. Au cours des 400 années qui suivirent, le château fut agrandi successivement selon les idées architecturales alors en vigueur. L'édifice devint une maison-tour au XVe siècle et fut agrandi deux fois au cours du XVIe siècle. Le dernier ajout fut réalisé vers 1635, avec des détails raffinés de la Renaissance, et l'ensemble fut complété par un jardin clos à l'est et des jardins en terrasse au sud. Les terrasses, datant du milieu du XVe siècle, constituent l'un des plus anciens jardins d'Écosse, et offrent une vue large à travers le Firth of Forth sur Édimbourg. 
Ce château est principalement l'œuvre du Clan Douglas, comtes de Morton, qui détenaient Aberdour depuis le XIVe siècle. Les comtes utilisaient Aberdour comme résidence secondaire jusqu'en 1642, lorsque leur résidence principale, le Palais de Dalkeith, fut vendu. Quelques réparations furent faites après un feu à la fin du XVIIe siècle, mais en 1725 la famille acheta Aberdour House non loin et cessa d'entretenir le château. Actuellement, seule l'aile du XVIIe siècle conserve ses toits tandis que la tour s'est majoritairement écroulée. Le château d'Aberdour est maintenant entretenu par Historic Scotland et est ouvert au public toute l'année.

## Histoire

### Origines
La baronnie d'Aberdour fut acquise en 1126 par Alan de Mortimer, lors de son mariage avec Anicea, fille de John de Vipont. À côté du château, Alan construisit vers 1140 l'église de Saint Fillan, qui est toujours debout. Sa famille a probablement bâti l'édifice d'origine vers 1200, voire avant. En 1216, il est écrit qu'un autre Alan de Mortimer accorda des terres aux moines de l'abbaye d'Inchcolm. Il n'y a pas de trace quant à ce qui arriva aux De Mortimer. Au début du XIVe siècle, le roi Robert Ier d'Écosse fit don d'Aberdour à un de ses parents, Thomas Randolph, comte de Moray (décédé en 1332). Le petit-fils de ce dernier fit à son tour don en 1342 de la baronnie à William Douglas (1300-1353), seigneur de Liddesdale.
En 1351, William Douglas donna les terres d'Aberdour à son neveu, James Douglas de Dalkeith, tout en conservant le château jusqu'à sa mort deux ans plus tard. Le don fut confirmé par le roi David II d'Écosse en 1361. En 1386, Aberdour et Dalkeith furent combinés pour former une seule baronnie, dont le siège était à Dalkeith, près d'Édimbourg, tandis qu'Aberdour devait une résidence secondaire. James, le quatrième Lord Dalkeith, succéda à cette nouvelle baronnie en 1456 et fut titré Comte de Morton en 1458, avant son mariage avec Joan Stewart, la fille sourde et muette de Jacques Ier d'Écosse. James, nouvellement fait comte, agrandit l'édifice existant, en procédant au rehaussement et à la reconstruction de la structure pour convenir à son statut plus élevé. Son successeur, le second comte, agrandit le château d'Aberdour vers 1500 en construisant une tourelle d'escalier et le bloc sud.